# Красная Горка (городской округ Истра)
Красная Горка — посёлок сельского типа в Лучинском сельском поселении Истринского района Московской области. Население — 63 чел. (2010), в посёлке 4 улицы, зарегистрировано 1 садовое товарищество.
Находится примерно в 4 км на запад от Истры и в полукилометре от железнодорожной станции Московской железной дороги Новоиерусалимская, у юго-восточной окраины проходит Волоколамское шоссе, высота над уровнем моря 172 м. Ближайшие населённые пункты — практически на равном отдалении Лучинское, Слабошеино, Первомайский и Октябрьский.

## Население
| 2002 | 2006 | 2010 |
| ---- | ---- | ---- |
| 52   | ↗56  | ↗63  |